# Bahnhof Flughafen Wien
Bahnhof Flughafen Wien vasútállomás Ausztriában, a Bécs–Schwechati nemzetközi repülőtér mellett.

## Vasútvonalak
Az állomást az alábbi vasútvonalak érintik:
- Pressburger Bahn

## Kapcsolódó állomások
A vasútállomáshoz az alábbi állomások vannak a legközelebb:
- Wien Mitte
- Bahnhof Fischamend
- Bahnhof Mannswörth

## Forgalom

### Helyi
| Járat | Útvonal | Gyakoriság  |
| ----- | --- | ----------- |
| S7    | Wien Floridsdorf – Wien Handelskai – Wien Traisengasse – Wien Praterstern – Wien Mitte – Wien Rennweg – Wien St. Marx – Wien Geiselbergstraße – Wien Zentralfriedhof – Wien Kaiserebersdorf – Schwechat – Mannswörth – Flughafen Wien – Fischamend – Maria Ellend a.d. Donau – Kroatisch Haslau – Regelsbrunn – Wildungsmauer – Petronell-Carnuntum – Bad Deutsch-Altenburg – Hainburg a.d. Donau Kulturfabrik – Hainburg a.d. Donau Personenbahnhof – Hainburg a.d. Donau Ungartor – Wolfsthal \|\| félóránként |             |
| CAT   | Wien Mitte – Flughafen Wien | félóránként |

### Távolsági
2015 decemberétől egyes távolsági járatok végállomása is a repülőtér lett.
| Járat                  | Útvonal |
| ---------------------- | --- |
| (Nyugat-Ausztria felé) | Innsbruck Hbf – Wörgl Hbf – Kufstein – Salzburg Hbf – Linz Hauptbahnhof – St. Pölten Hbf – Wien Meidling – Wien Hbf – Flughafen Wien |
| (Nyugat-Ausztria felé) | (Bregenz – Dornbirn – Feldkirch – Bludenz – Langen a. Arlberg – Landeck-Zams – Imst-Pitztal – Innsbruck Hbf – Jenbach – Wörgl Hbf –) Salzburg Hbf – Attnang-Puchheim – Wels Hbf – Linz Hauptbahnhof – St. Valentin – Amstetten – St. Pölten Hbf – Tullnerfeld – Wien Meidling – Wien Hbf – Flughafen Wien |
| (Dél-Ausztria felé)    | Graz Hbf – Bruck a. d. Mur – Kapfenberg – Mürzzuschlag – (Semmering – ) Wr. Neustadt Hbf – Wien Meidling – Wien Hbf – Flughafen Wien |
| (Csehország felé)      | Praha hl.n. – Brno hl.n. – Flughafen Wien |

## Képgaléria

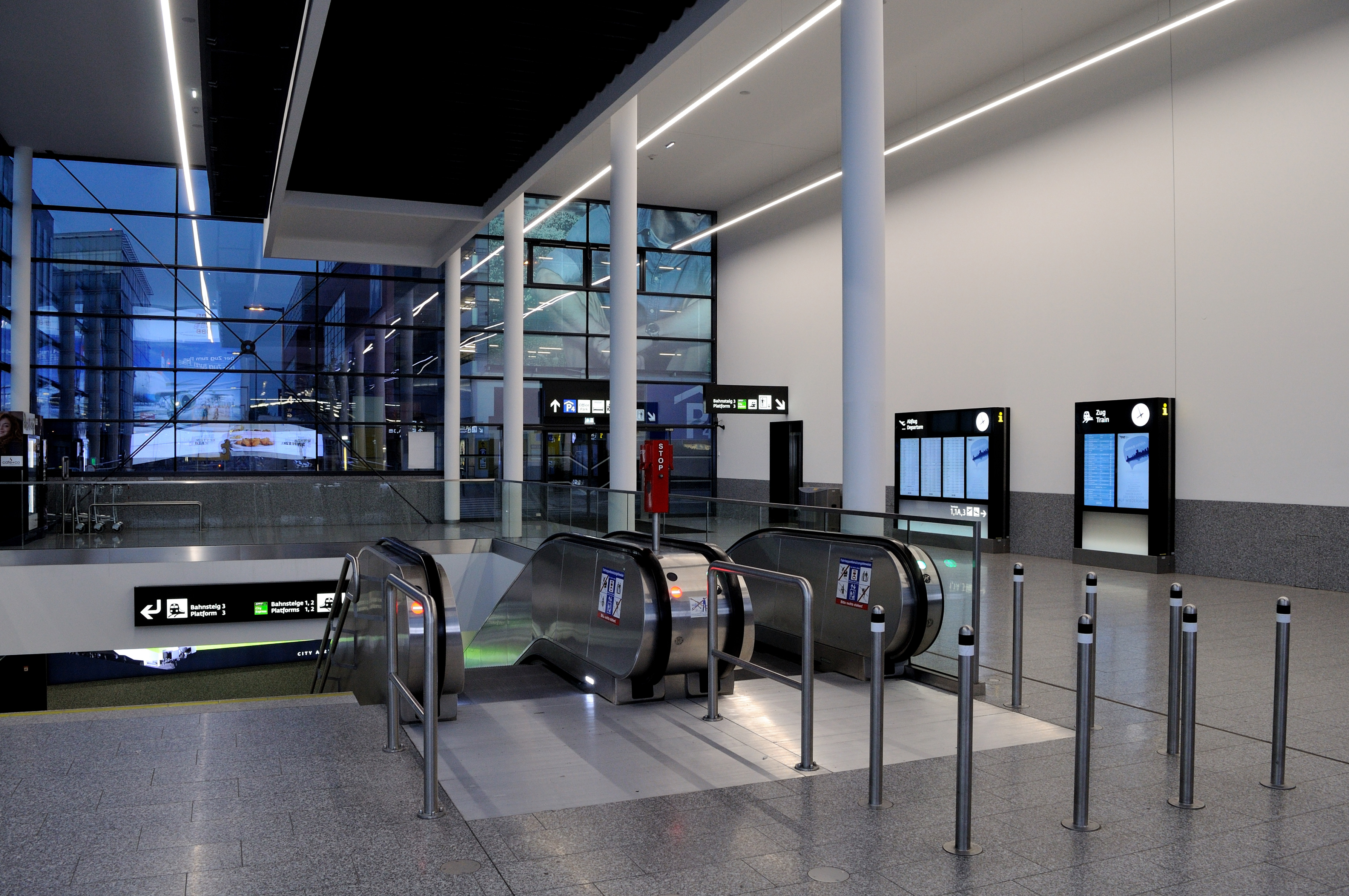
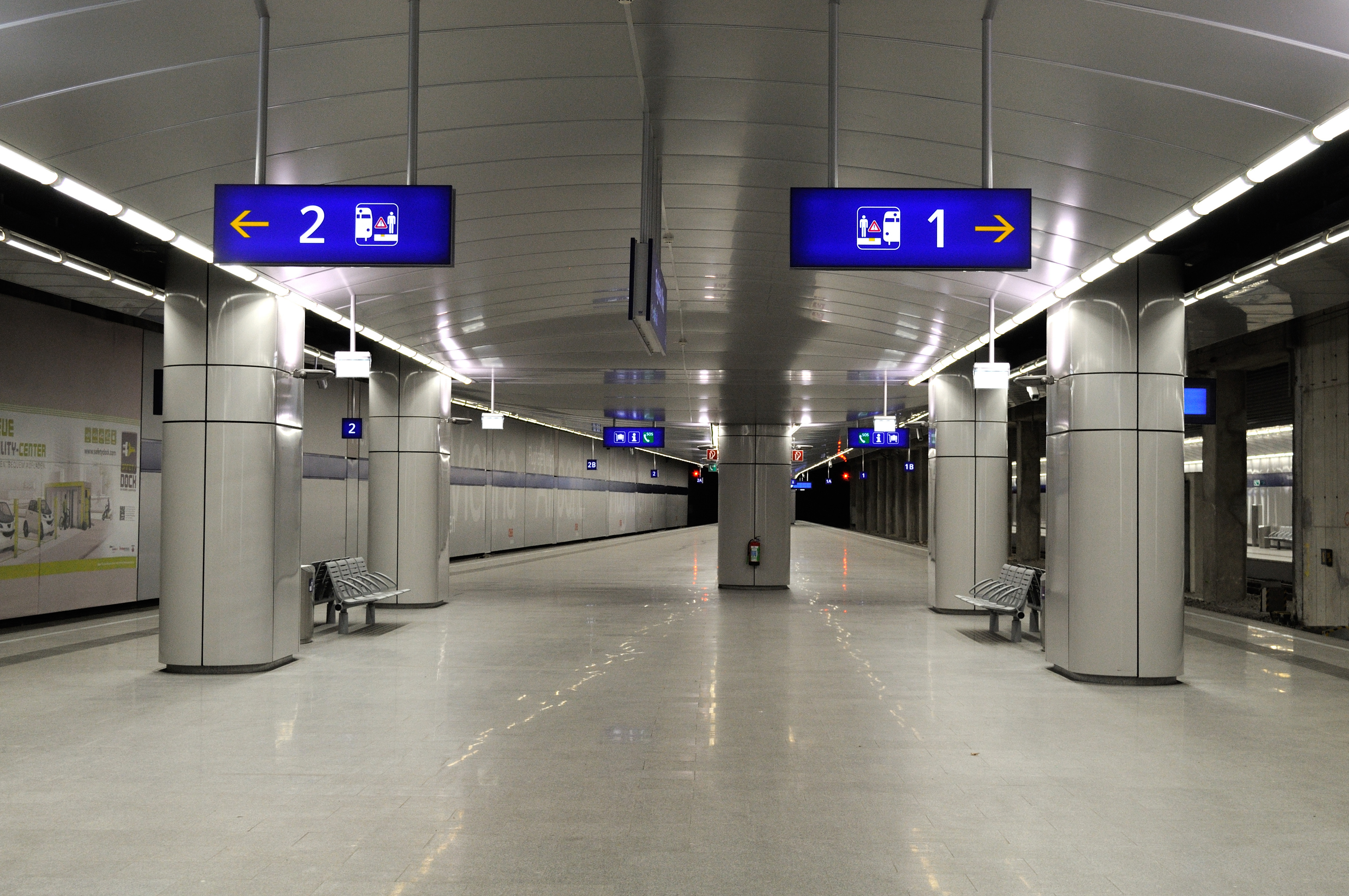
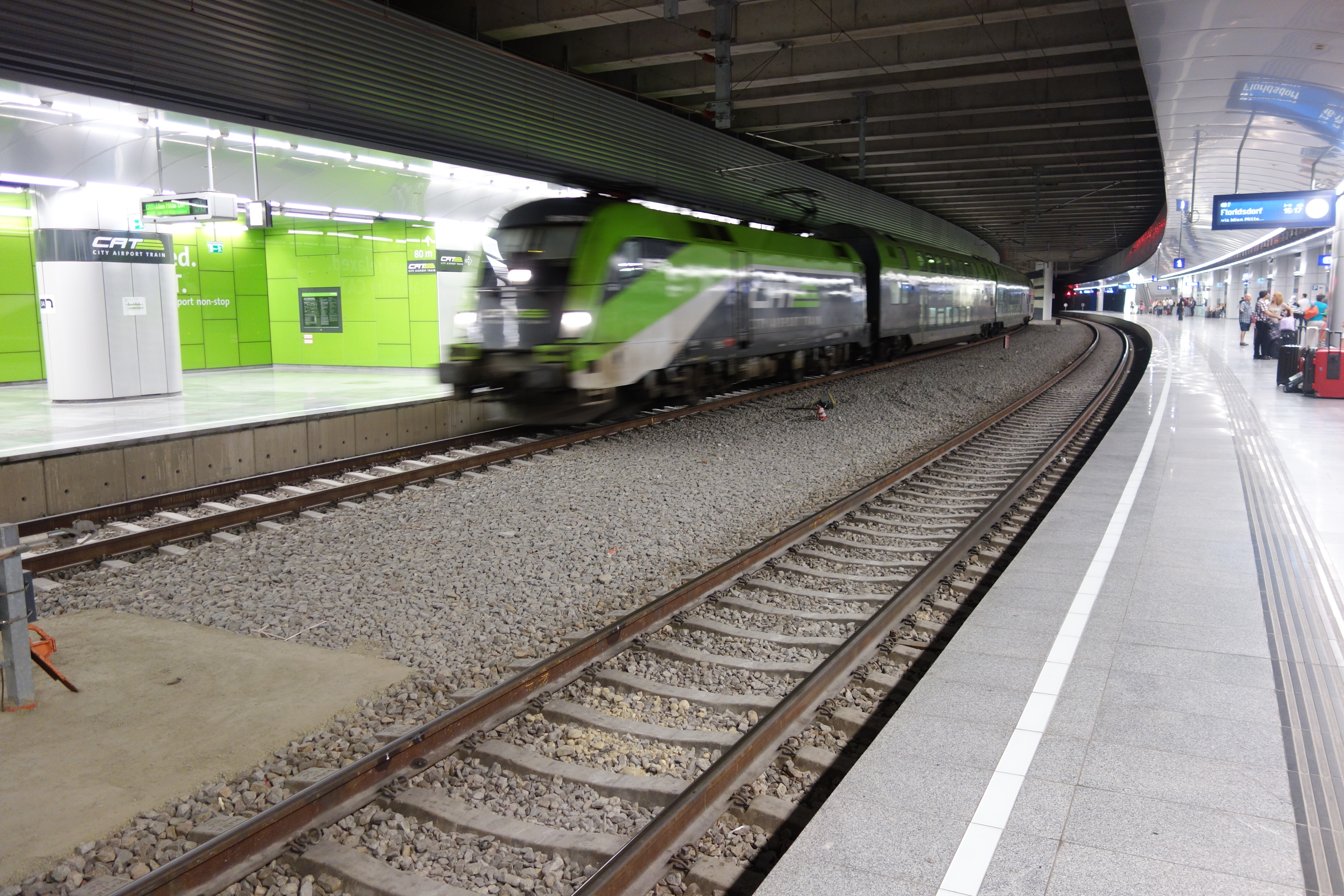
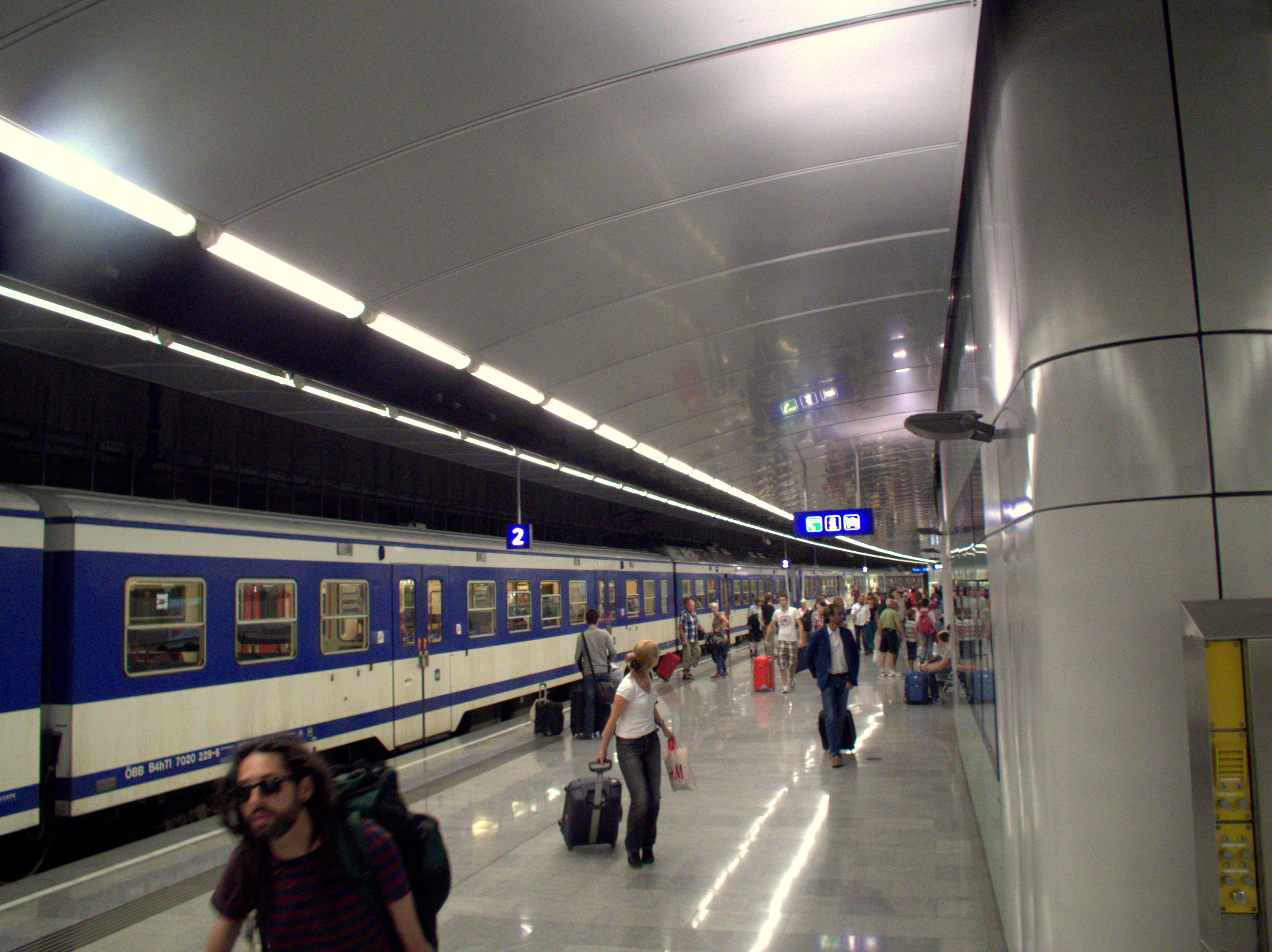
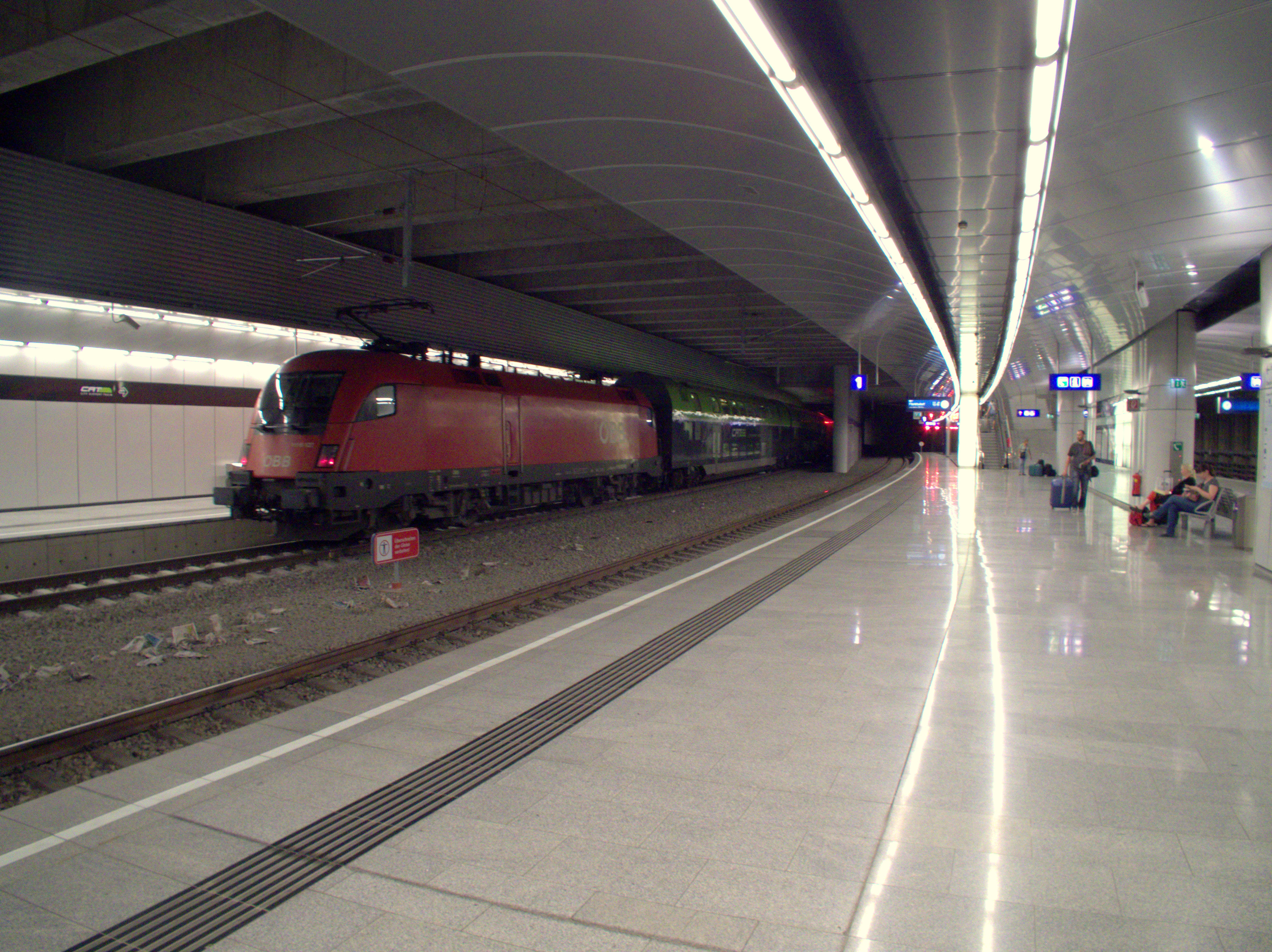
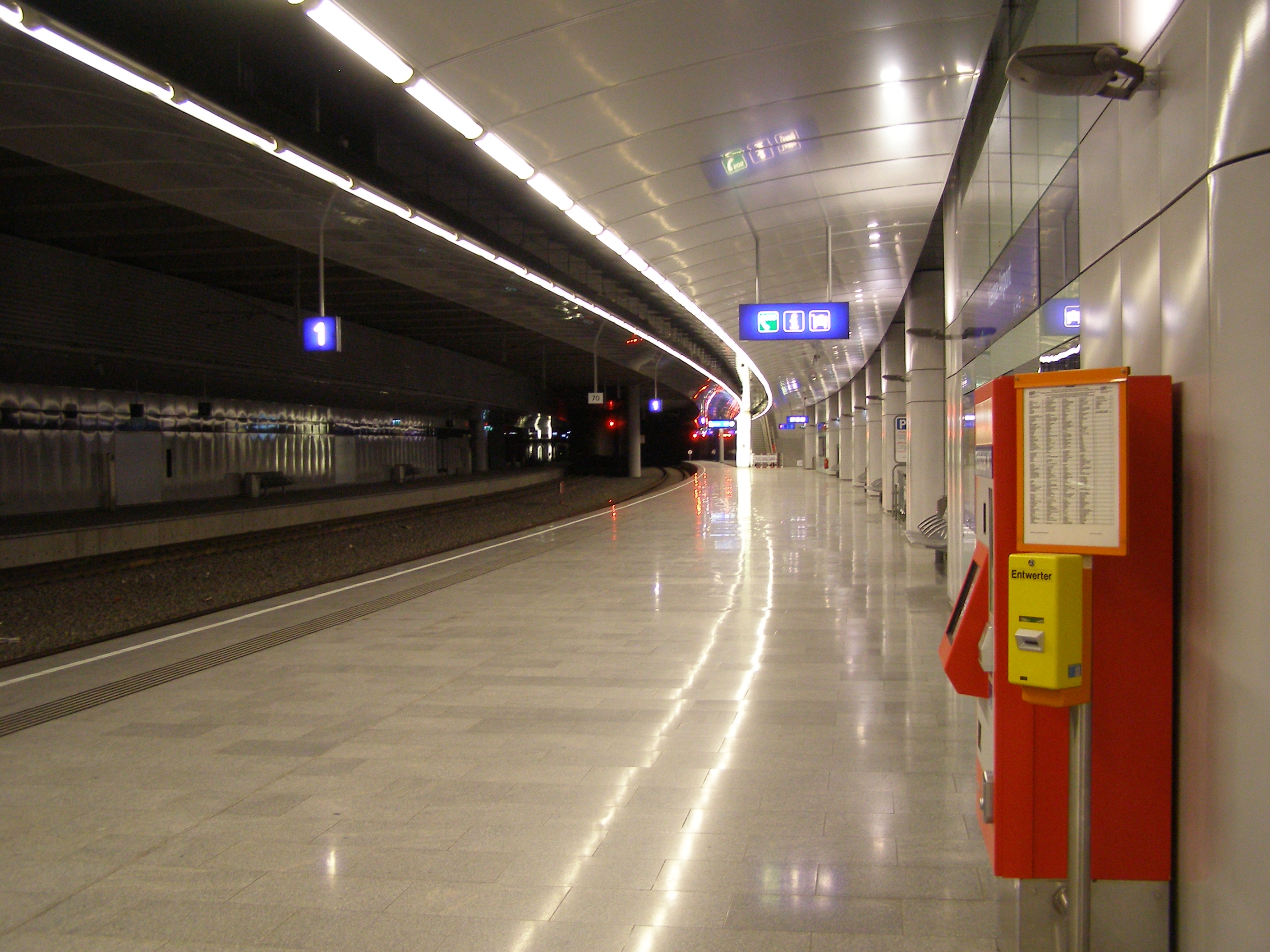
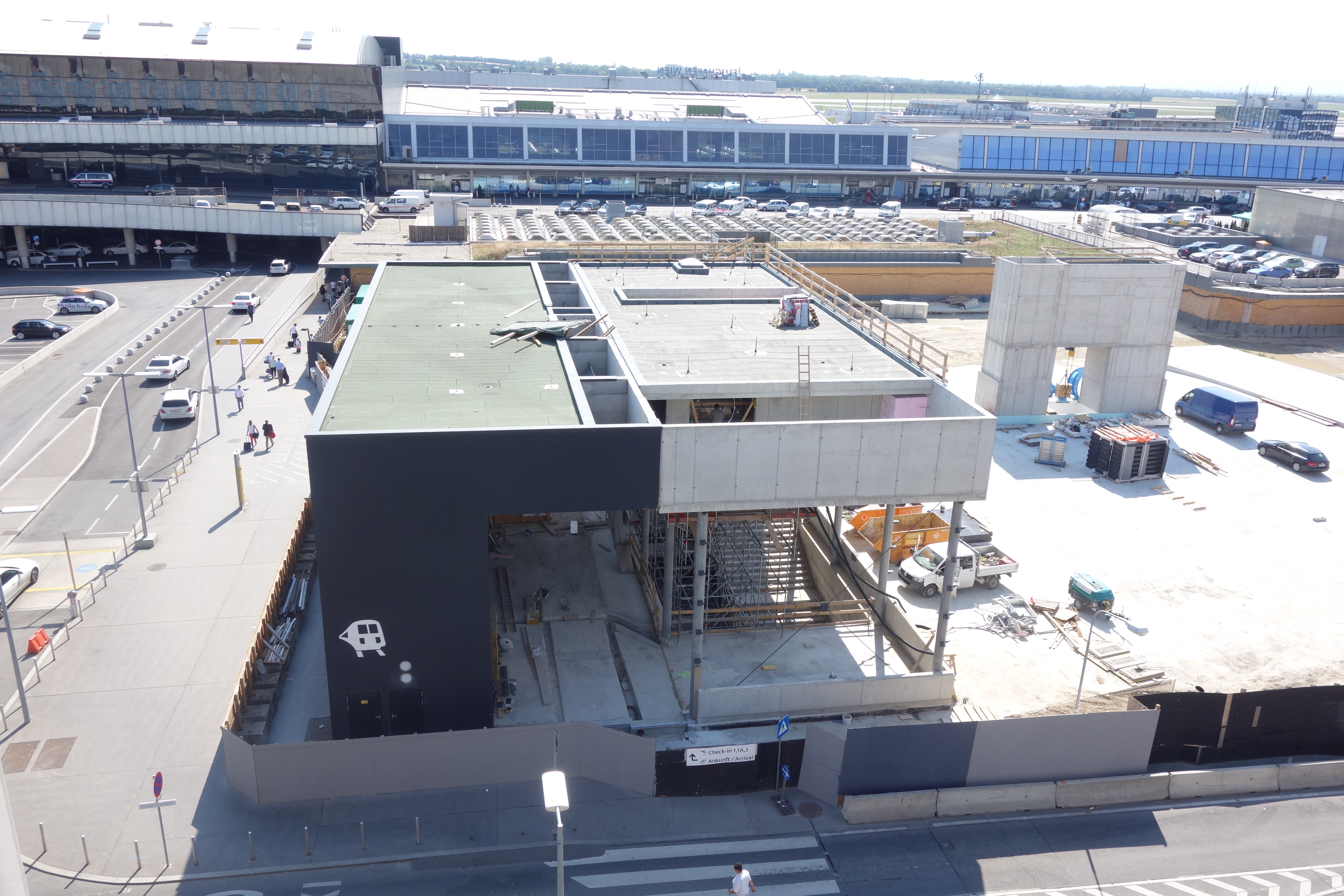
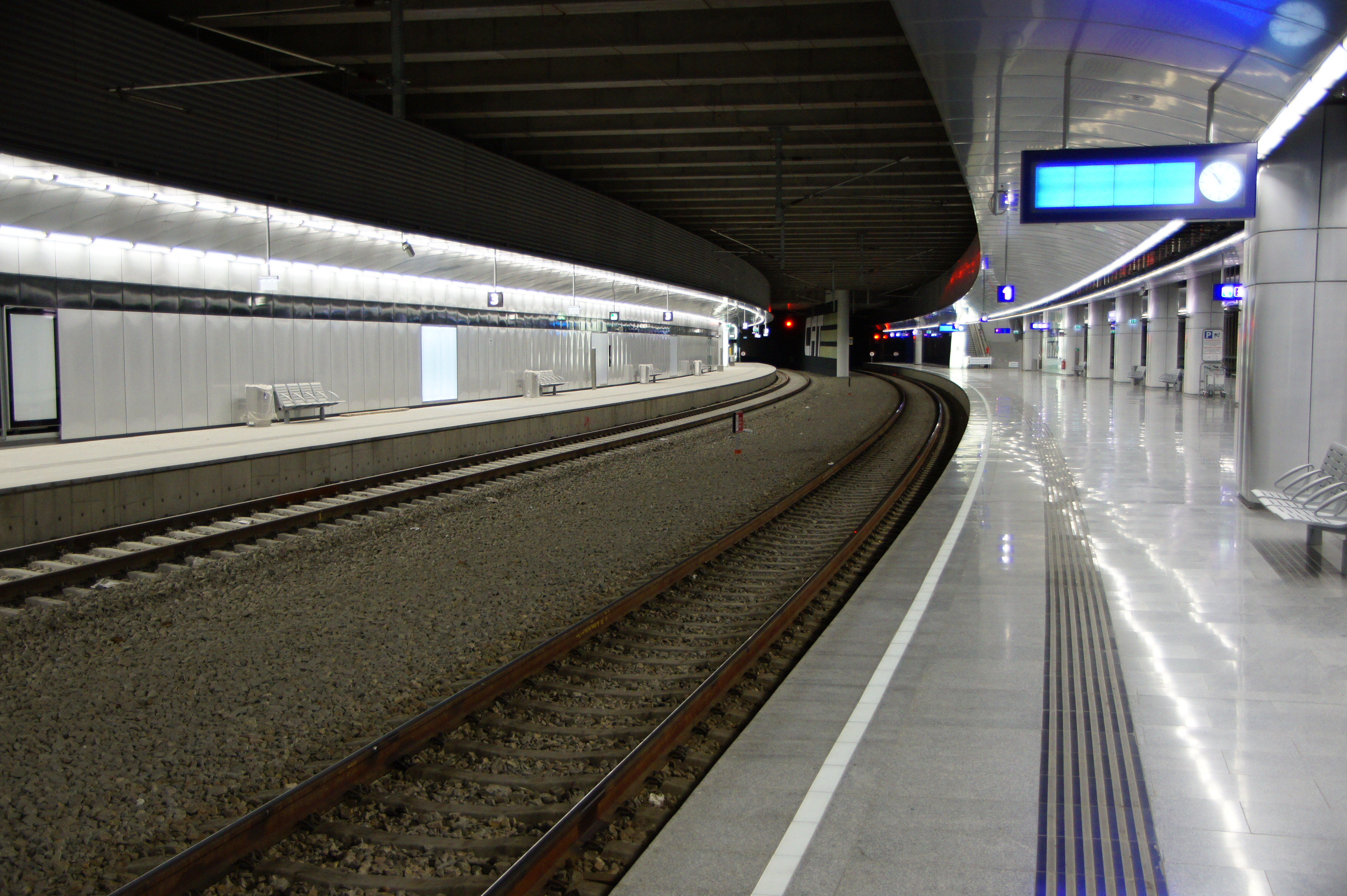